# Buru
La isla de Buru (en indonesio: Pulau Buru) es la tercera isla en tamaño de la Molucas, con 9505 km², está situada al oeste de Ceram y Ambon y al este de Célebes. Pertenece a Indonesia, administrativamente se ubica en la provincia de Molucas y tiene unos 100.000 habitantes. En su costa nororiental se encuentra su ciudad y puerto principal, Namlea. El Gunung Kaplamada, de 2729 m, es su montaña principal.
Estuvo bajo la influencia política de los gobernantes de Ternate en los siglos XV y XVI, y desde 1658 perteneció a la Compañía holandesa de las Indias Orientales (Boeroe).
Esta isla, como el resto de las pertenecientes a las Molucas, pertenece al área de la línea de Wallace, de gran interés científico por su rica biodiversidad a caballo entre el Sudeste asiático y Oceanía. En ella vivió una subespecie de la lechuza de Campanario de Tanimbar, que se cree extinta en la actualidad.